# آلسدورف
آلسدورف (بالألمانية: Alsdorf) هي مدينة و بلدة ألمانية تقع في ألمانيا في آخن.  يقدر عدد سكانها بـ 45,522 نسمة .

## المدن التوأمة
مدن سانت بريوك، برونسوم و هنينغسدورف هي مدن توأمة لـآلسدورف.

## أعلام
- هربرت زيمرمان